# Кретингское староство
Кре́тингское староство (лит. Kretingos seniūnija) — одно из 8 староств Кретингского района, Клайпедского уезда Литвы. Административный центр — город Кретинга.

## География
Расположено на западе Литвы, в западной части Кретингского района, в Приморской низменности недалеко от побережья Балтийского моря. 
Граничит с Дарбенайским староством на севере, Кулупенайским — на востоке, Картянским — на юго-востоке, Жальгирским и Кретингским городским — на юге, а также Палангским самоуправлением — на западе, и Крятингальским староством Клайпедского района — на юге.

## Население
Кретингское староство включает в себя 29 деревень.